# Puchar USA 1999 w piłce nożnej
Puchar USA 1999- szóstą edycję turnieju towarzyskiego o Puchar USA rozegrano w 1999 roku w Stanach Zjednoczonych. Uczestniczyły w nim cztery reprezentacje narodowe: gospodarzy, Boliwii, Gwatemali i Meksyku.

## Mecze

### Półfinały
| 11 marca Los Angeles Stany Zjednoczone |  | Meksyk | 2 | - | 1 (0-1) | Boliwia |

| 11 marca Los Angeles |  | Stany Zjednoczone | 3 | - | 1 (2-0) | Gwatemala |

### O trzecie miejsce
| 13 marca San Diego Stany Zjednoczone |  | Boliwia | 1 | - | 2 (0-2) | Gwatemala |

### Finał
| 13 marca San Diego |  | Stany Zjednoczone | 1 | - | 2 (0-1) | Meksyk |  |

Triumfatorem piłkarskiego turnieju o Puchar USA 1999 została reprezentacja Meksyku.